# Polysyncraton lacazei
Polysyncraton lacazei is een zakpijpensoort uit de familie van de Didemnidae. De wetenschappelijke naam van de soort is voor het eerst geldig gepubliceerd in 1872 door Giard.